# Santa Cruz de Rovira
Santa Cruz de Rovira är en ort i Mexiko.   Den ligger i kommunen Champotón och delstaten Campeche, i den östra delen av landet, 900 km öster om huvudstaden Mexico City. Santa Cruz de Rovira ligger 19 meter över havet och antalet invånare är 115.
Terrängen runt Santa Cruz de Rovira är platt, och sluttar söderut. Runt Santa Cruz de Rovira är det glesbefolkat, med 11 invånare per kvadratkilometer. Närmaste större samhälle är Santo Domingo Kesté, 14,9 km nordväst om Santa Cruz de Rovira. I omgivningarna runt Santa Cruz de Rovira växer i huvudsak blandskog.